# Вільяфуфре
Вільяфуфре (ісп. Villafufre) — муніципалітет в Іспанії, у складі автономної спільноти Кантабрія. Населення — 1109 осіб (2009).
Муніципалітет розташований на відстані близько 320 км на північ від Мадрида, 22 км на південь від Сантандера.
На території муніципалітету розташовані такі населені пункти: Аргомеда, Бустільйо-де-Вільяфуфре, Ескобедо, Ла-Каналь, Охур'єго, Пенілья, Расільйо, Сандоньяна, Сан-Мартін-де-Вільяфуфре, Трасвілья, Сусвілья, Вега-де-Вільяфуфре, Вільяфуфре (адміністративний центр).

## Демографія
Динаміка населення (INE ):

## Галерея зображень

Розташування муніципалітету